# Třetí hodnotící zpráva IPCC
Třetí hodnotící zpráva IPCC, neboli the Third Assessment Report (TAR), nazvaná Klimatická změna 2001, je zhodnocením dostupných vědeckých a socio-ekonomických informací o klimatické změně. IPCC je Mezivládní panel pro změnu klimatu, založený v roce 1988 institucí OSN zvanou Program OSN pro životní prostředí a Světovou meteorologickou organizací (WMO), za účelem „...zhodnocení vědeckých, technických a socio-ekonomických informací relevantních pro porozumění změně klimatu, jejím potenciálním dopadům a možnostem adaptace a mitigace“. Třetí hodnotící zpráva IPCC je třetí ze série takovýchto hodnocení; byla nahrazena Čtvrtou hodnotící zprávou IPCC (AR4), vydanou v roce 2007.
Prohlášení IPCC nebo informace z třetí hodnotící zprávy TAR jsou často používány jako reference ukazující vědecký konsenzus o tématu globálního oteplování, ačkoli menší skupina vědců s hodnoceními OSN nesouhlasí.

## Pracovní skupiny
The IPCC je organizován do tří Pracovních skupin (working groups – WG) a jedné úkolové skupiny:
- WGI: Vědecké aspekty klimatu.
- WGII: Zranitelnosti, dopady a možnosti.
- WGIII: Omezení a možnosti mitigace.
- Úkolová skupina: Program pro inventarizaci národních zdrojů skleníkových plynů (National Greenhouse Gas Inventories Programme)[3]

WG I řeší stejné okruhy témat jako v Druhé hodnotící zprávě (SAR) z roku 1995, ale WG II & III pokrývají mírně odlišná témata.